# Tavistock Square
Tavistock Square è una piazza situata a Bloomsbury, nel London Borough of Camden, presso la città di Londra.
Il nome ricorda il titolo di Marchese di Tavistock, il quale viene assegnato al figlio maggiore dal Duca di Debford. 
Inoltre Tavistock è anche un paese nella contea del Devon.
Nel centro del giardino è situata una statua di Mahatma Gandhi, costruita nel 1968.
È presente anche un memoriale inaugurato nel 1995 con i busti di Virginia Woolf e di Louisa Aldrich-Blake e un albero di ciliegio piantato nel 1967 in memoria delle vittime del bombardamento nucleare di Hiroshima.
Tavistock Square è stato teatro di uno degli attentati dinamitardi del 7 luglio 2005. Qui infatti un kamikaze si fece esplodere su un autobus a due piani diretto ad Hackney Wick: l'ordigno, proprietà del terrorista Hasib Hussain, uccise 15 persone sul colpo, Hussain compreso. Nel 2006, dopo il primo anniversario delle stragi, il Department for Culture, Media and Sport ha annunciato che nella piazza sarebbe stata posta una lapide per commemorare le vittime degli attentati.

## Galleria d'immagini

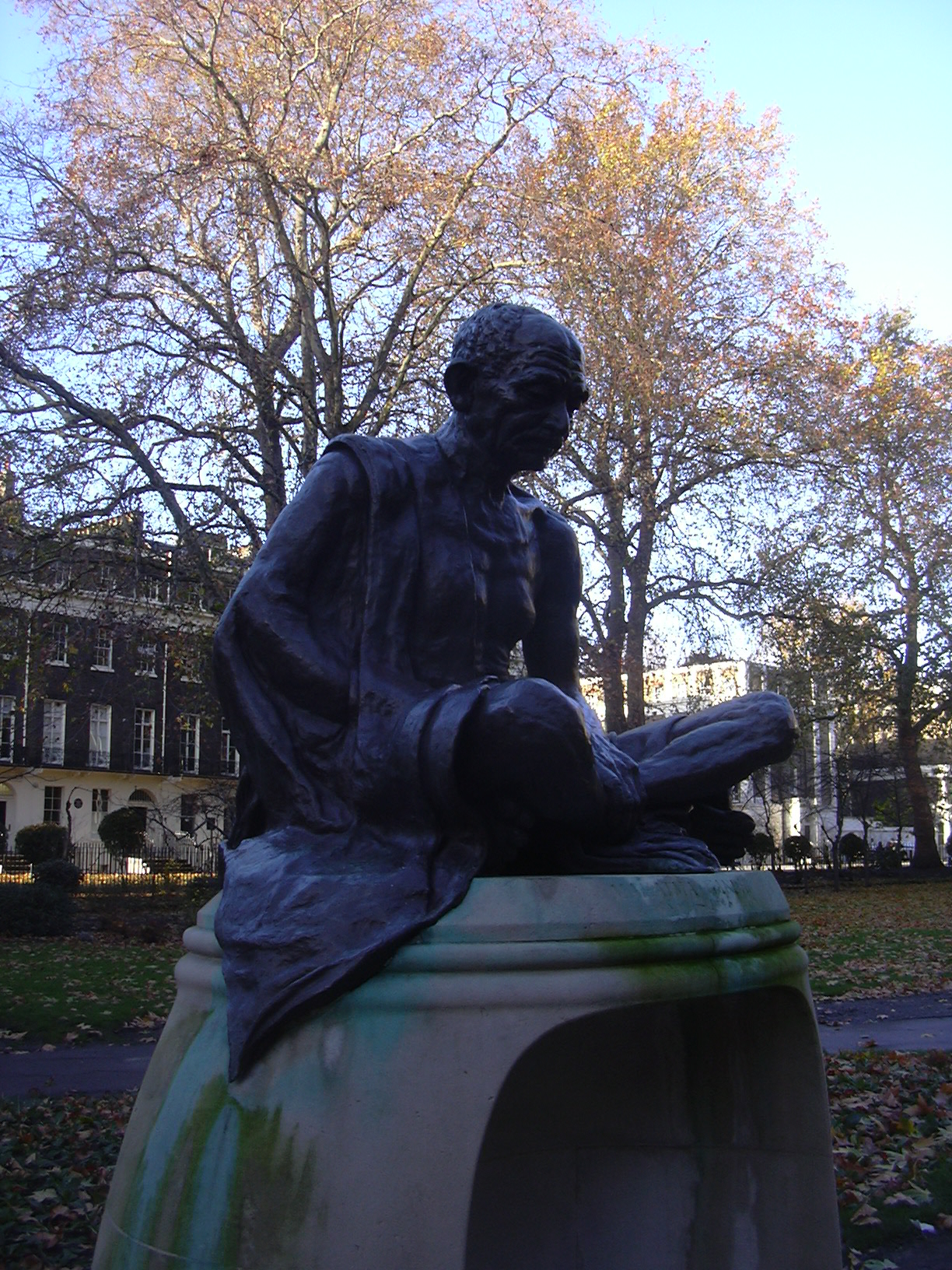
La statua di Gandhi vista da sud
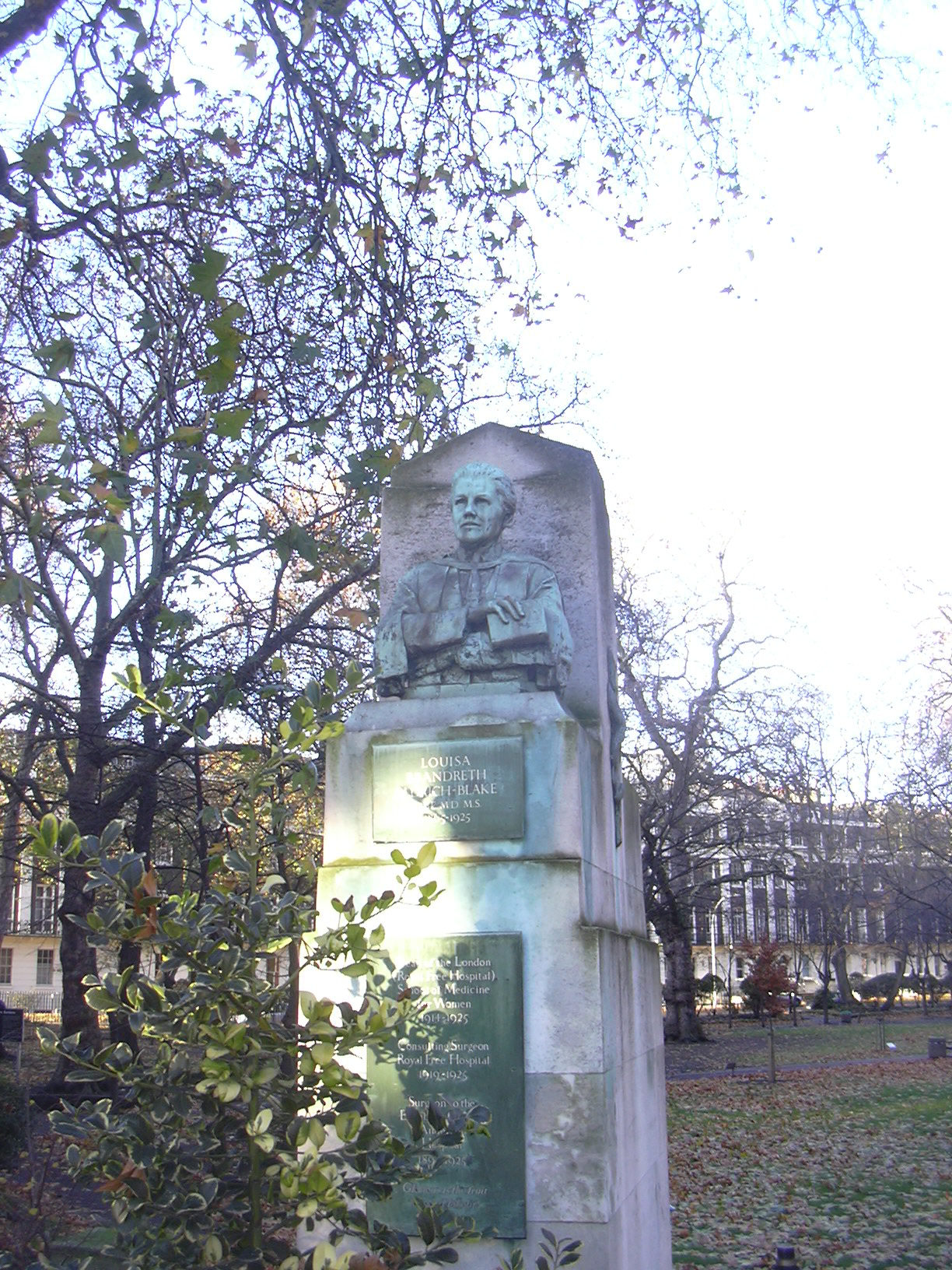
Memoriale a Louisa Aldrich-Blake
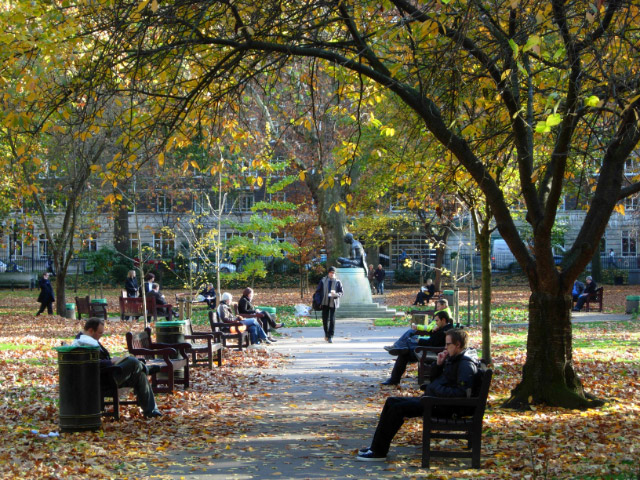
Il parco centrale